# Owyhee
Owyhee és una concentració de població designada pel cens al comtat d'Elko a l'estat de Nevada. Segons el cens del 2000 tenia 1.017 habitants.

## Demografia
Segons el cens del 2000, Owyhee tenia 1.017 habitants, 323 habitatges, i 215 famílies La densitat de població era d'1,74 habitants per km².
Dels 323 habitatges en un 35,3% hi vivien nens de menys de 18 anys, en un 33,7% hi vivien parelles casades, en un 22,6% dones solteres, i en un 33,4% no eren unitats familiars. En el 30,3% dels habitatges hi vivien persones soles el 6,5% de les quals corresponia a persones de 65 anys o més que vivien soles. El nombre mitjà de persones vivint en cada habitatge era de 2,65 i el nombre mitjà de persones que vivien en cada família era de 3,31.
Per edats la població es repartia de la següent manera: un 40,5% tenia menys de 18 anys, un 9,5% entre 18 i 24, un 22,8% entre 25 i 44, un 19,5% de 45 a 64 i un 7,7% 65 anys o més.
L'edat mediana era de 25,2 anys. Per cada 100 dones hi havia 138,73 homes. Per cada 100 dones de 18 o més anys hi havia 105,78 homes.
La renda mediana per habitatge era de 23.214 $ i la renda mediana per família de 28.846 $. Els homes tenien una renda mediana de 31.250 $ mentre que les dones 27.917 $. La renda per capita de la població era de 9.869 $. Aproximadament el 27,7% de les famílies i el 32,4% de la població estaven per davall del llindar de pobresa.

## Poblacions properes
El següent diagrama mostra les poblacions més properes.